# Pantà de Canelles
Pantà de Canelles är en reservoar i Spanien.   Den ligger i regionen Katalonien, i den nordöstra delen av landet, 400 km öster om huvudstaden Madrid. Pantà de Canelles ligger 494 meter över havet. Arean är 5,6 kvadratkilometer. 
Den sträcker sig 3,5 kilometer i nord-sydlig riktning, och 5,2 kilometer i öst-västlig riktning.